# برايسون بوروز
برايسون بوروز (بالإنجليزية: Bryson Burroughs)‏ هو رسام أمريكي، ولد في 1869 في Hyde Park, Boston ‏ في الولايات المتحدة، وتوفي في 1934.